# Flight Design
«Флайт Дизайн» (Flight Design GMBH) — немецкий производитель лёгких двухместных спортивных самолётов, основанный в 1988 году. Компания специализируется на линейке самолётов CT (composite technology): CTSW, CTLS и с недавнего времени MC (metal concept).
Штаб-квартира — город Лайнфельден-Эхтердинген, Германия.
Самолёты CT сертифицированы во многих странах по разным сертификационным нормам:
- Германия — BFU/LTF;
- США — S-LSA — FAA;
- Великобритания — BCAR Section S — CAA;
- Австралия — AUF & CASA;
- ЮАР — CAA;
- и много других стран.
- В начале 2012 года «Флайт Дизайн» получила сертификат европейских норм EASA.
- В 2011 году компания объявила о том, что разрабатывает новый 4-местный самолет «С4». Первый полет прототипа «С4» запланирован на конец 2012 года.

Самолёты «Флайт Дизайн» состоят из композитных материалов. Один компонент — это обычно прочное стекловолокно (самая низкая прочность), кевлар или углерод (самая высокая прочность). Эти волокна дают материалу запас прочности, в то время, как другой компонент — эпоксидная смола (высокое качество), которая скрепляет волокна вместе, передавая нагрузку от повреждённых волокон к нормальным и между волокнами, которые не расположены вдоль линий напряжения материала. Для придания дополнительной жесткости и толщины используют наполнитель аерекс.
По конструкции все самолёты фирмы относятся к верхнепланам.
С каждым самолётом CT установлена парашютная спасательная система.

## Галерея
- CT2K
- CTSW
- CTLS
- CTLS cockpit

## Самолёты компании
Металлические самолёты:
- MC (472.5 кг), MC (600 кг)

Композитные самолёты:
- CTLS (472.5 кг), CTLS (600 кг)
- CTSL (325 кг) «Supralight»
- CTSW (устаревшая модель)